# 소 목심

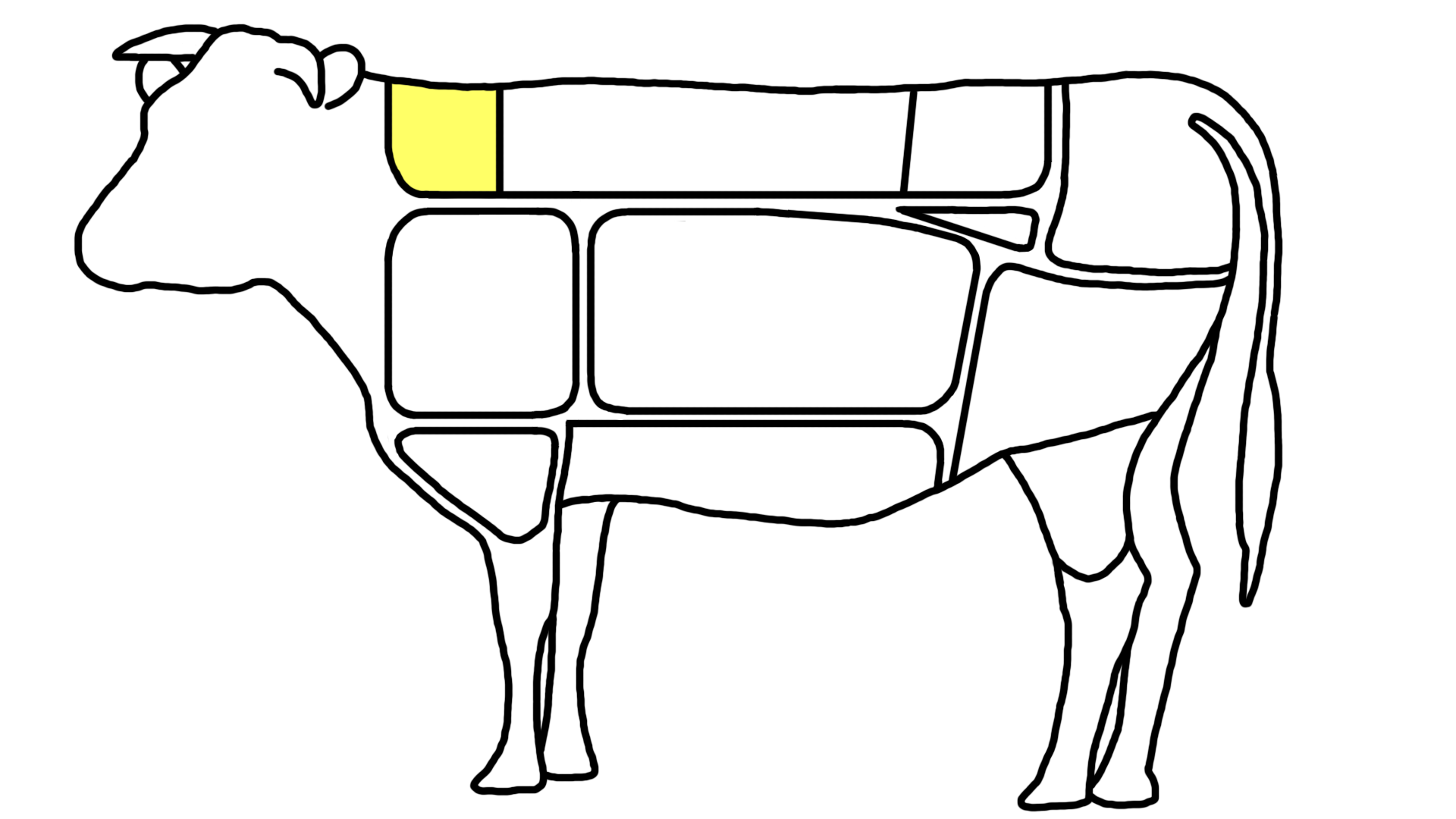
목심

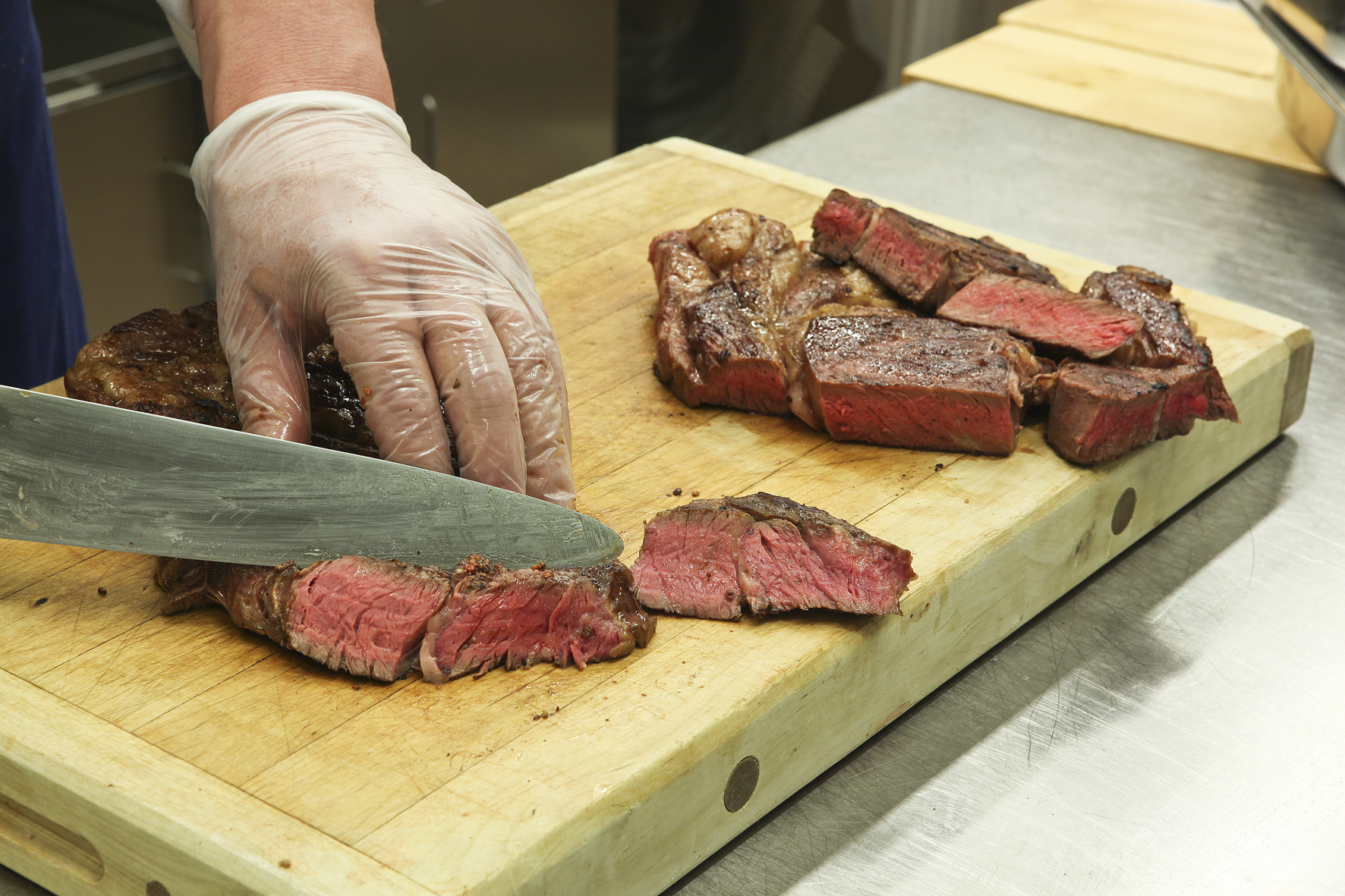
목심

목심은 소의 목덜미 위쪽 부위로, 등심 부위 앞 제1목뼈와 제7목뼈 사이에 있는 7개 이상의 근육으로 이루어져 있다. 지방 함량이 적고 결합조직이 많아 고기결이 거칠고 육질이 질기며, 단백질과 젤라틴이 풍부하다.

## 부위
목심은 목심살로 이루어져 있다.

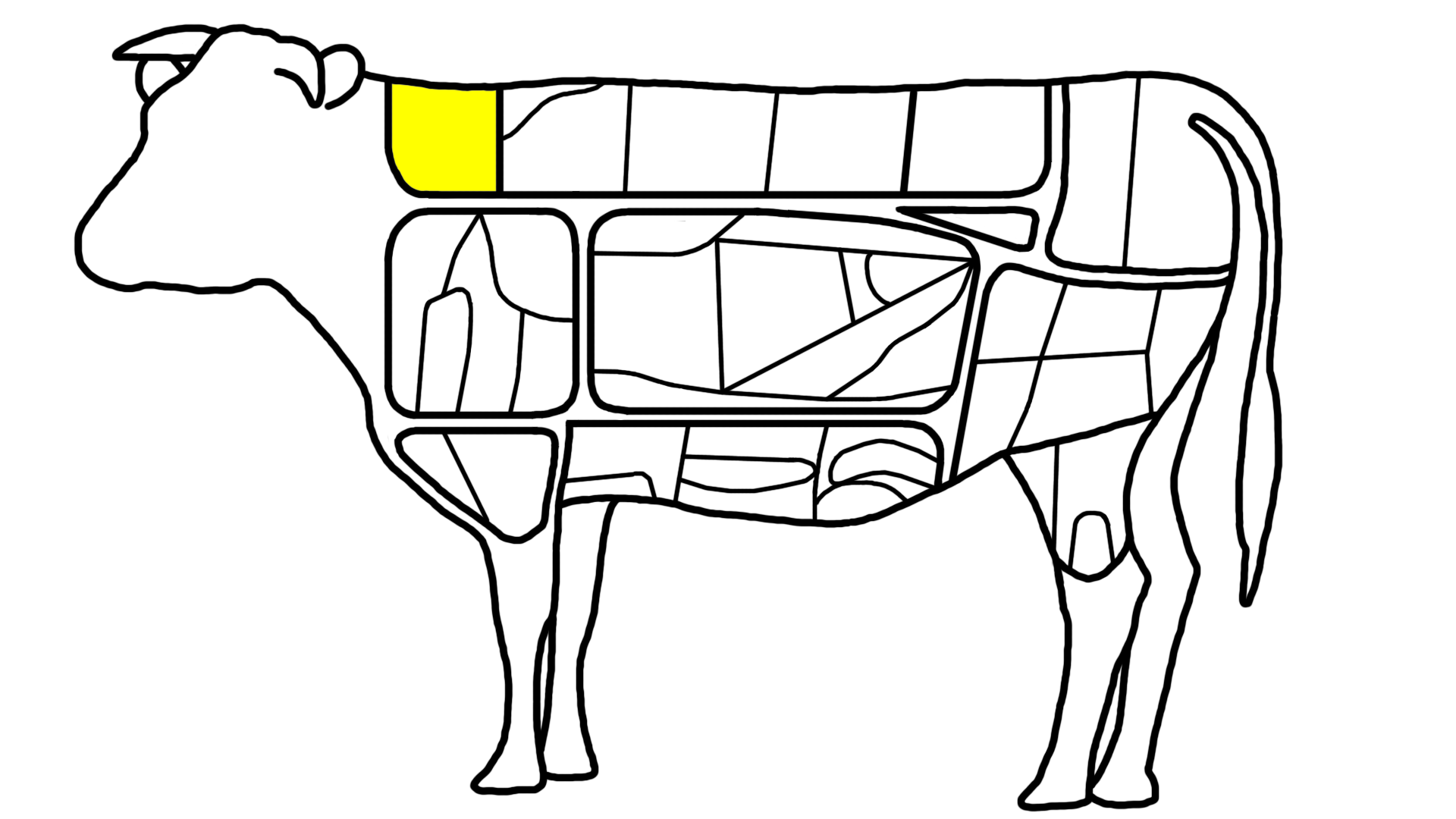
목심살

## 요리
스테이크, 구이, 불고기, 다짐육 등에 쓰인다. 맛을 내는 성분이 많아 국, 전골 등 중불에서 오랫동안 삶아 국물을 내는 요리에 이용하기도 한다.

## 같이 보기
- 돼지 목심
- 척